# مطثية حاطمة
المِطَثِّيَّةُ الحاطِمَة أو مغزلي الغنغرينا  أو كلوستريديوم بيرفرنجنز (الاسم العلمي: Clostridium perfringens) هي نوع من من البكتيريا إيجابية الغرام يتبع جنس المطثية من الفصيلة المطثاوية. المطثية الحاطمة تأخذ شكل القضيب وهي لاهوائية مجبرة تشكل أبواغ. تنتشر المطثية الحاطمة في كل مكان في الطبيعة ويمكن العثور عليها باعتبارها عنصرا طبيعيا في تحلل الغطاء النباتي والرواسب البحرية وفي أمعاء الإنسان وغيره من الحيوانات الفقارية، وفي الحشرات، التربة.

## التسمم الغذائي
في المملكة المتحدة والولايات المتحدة تظهر المطثية الحاطمة السبب الثالث الأكثر شيوعاً للأمراض التي تنقلها الأغذية خاصةً عندما تكون اللحوم والدواجن غير محضّرة بشكل صحيح. إن السموم الناتجة عن المطثية الحاطمة تموت على درجة 74 درجة مئوية ويمكن أن تظهر في المأكولات الملوثة إن لم تسخّن بشكل صحيح أو في البراز. على الرغم من مخاطرها المحتملة، تستخدم المطثية الحاطمة كخميرة للخبز. يعتقد أن عملية الخبز تحدّ من التلوث الجرثومي مما يحول دون الآثار السلبية.

## الغنغرينة الغازية
المطثية الحاطمة تسبب الغنْغرينةٌ الغازِيّة.